# Bộ luật quốc tế về vận chuyển hàng nguy hiểm bằng đường biển
Bộ luật quốc tế về vận chuyển hàng nguy hiểm bằng đường biển (International Maritime Dangerous Goods Code) do tổ chức hàng hải quốc tế (IMO) đề xuất áp dụng vào năm 1965 nhằm đảm bảo an toàn trong quá trình vận chuyển hàng nguy hiểm đường biển. Nội dung của quy tắc bao gồm: Việc phân loại hàng nguy hiểm, cách đóng gói, quy định về nhãn hiệu, cách bốc dỡ, chất xếp và biện pháp xử lý trong quá trình vận chuyển. Chủ hàng có bổn phận đóng gói, dán nhãn và khai báo đầy đủ, chính xác bằng văn bản tình hình hàng hóa, còn người chuyên chở có bổn phận thực hiện đúng đắn, thích đáng các quy tắc vận chuyển nói trên.
Theo IMDG Code, hàng nguy hiểm được phân thành 9 nhóm:
- Nhóm 1: gồm các chất nổ
- Nhóm 2: gồm các chất khí (Khí nén, khí hóa lỏng) có thể gây cháy nổ, độc hại, ăn mòn... 
- Nhóm 3: chất lỏng dễ cháy 
- Nhóm 4.1: chất rắn dễ cháy 
- Nhóm 4.2: chất dễ bị bốc cháy 
- Nhóm 4.3: chất khi tiếp xúc nước có thể bốc khí cháy. 
- Nhóm 5.1: chất oxy hóa 
- Nhóm 5.2: chất peroxide hữu cơ 
- Nhóm 6: chất độc hại gây tổn thương hoặc tử vong khi tiếp xúc qua đường tiêu hóa hoặc hô hấp hoặc gây nhiễm qua da. 
- Nhóm 7: chất phóng xạ 
- Nhóm 8: chất ăn mòn
- Nhóm 9: các chất nguy hiểm khác không thuộc các nhóm trên. Mỗi nhóm được chia thành nhiều loại hàng và mỗi loại hàng đều có nhãn hiệu với màu sắc biểu thị tính chất nguy hiểm, đòi hỏi yêu cầu riêng biệt về bốc dỡ, chất xếp, vận chuyển.